# José Luis Escrivá
José Luis Escrivá Belmonte (ur. 5 grudnia 1960 w Albacete) – hiszpański ekonomista i urzędnik państwowy, w latach 2013–2020 przewodniczący państwowej agencji podatkowej AIReF, minister przeciwdziałania wykluczeniu, zabezpieczenia społecznego i migracji (2020–2023), minister transformacji cyfrowej (2023), minister transformacji cyfrowej i służb publicznych (2023–2024), od 2024 prezes Banku Hiszpanii.

## Życiorys
Ukończył studia ekonomiczne na Uniwersytecie Complutense w Madrycie. Pracował w dziale badań Banku Hiszpanii, jako doradca w Europejskim Instytucie Walutowym oraz dyrektor departamentu polityki pieniężnej w Europejskim Banku Centralnym. W latach 2004–2012 był zatrudniony w grupie BBVA, był głównym ekonomistą, dyrektorem działu badań, a od 2010 dyrektorem zarządzającym obszaru finansów publicznych. Od 2012 do 2014 zajmował stanowisko dyrektora do spraw Ameryk w Banku Rozrachunków Międzynarodowych.
W 2014 został przewodniczącym Autoridad Independiente de Responsabilidad Fiscal (AIReF), nowo utworzonej niezależnej instytucji państwowej zajmującej się kontrolą wydatków publicznych. W 2015 stanął dodatkowo na czele sieci skupiającej podobne instytucje działające w państwach UE (EU IFIs Network).
W styczniu 2020 objął stanowisko ministra przeciwdziałania wykluczeniu, zabezpieczenia społecznego i migracji w drugim gabinecie Pedra Sáncheza. W listopadzie 2023 został ministrem transformacji cyfrowej w trzecim rządzie dotychczasowego premiera. W grudniu tego samego roku dodatkowo powierzono mu odpowiedzialność za służby publiczne.
Z rządu odszedł we wrześniu 2024 w związku z powołaniem na stanowisko prezesa hiszpańskiego banku centralnego.